# Rhynchozoon solitarium
Rhynchozoon solitarium är en mossdjursart som beskrevs av Tilbrook 2006. Rhynchozoon solitarium ingår i släktet Rhynchozoon och familjen Phidoloporidae. Inga underarter finns listade i Catalogue of Life.